# Kell血型系统
Kell血型系统是一組人類紅細胞表面的抗原,它在血型的確定上有重要的作用,它也是溶血疾病的攻擊目標。 Kell血型系统有K、k和 Kp三種不同的抗原。